# Chi Cáo
Chi Cáo (tên khoa học: Vulpes) là một chi động vật có vú ăn thịt thuộc Phân họ Chó (Caninae) trong Họ Chó. Các thành viên của chi này được gọi chung là "cáo thực sự", có nghĩa là chúng tạo thành một nhánh thích hợp. Cáo thực sự có nhiều điểm khác biệt rõ rệt so với các thành viên của Chi Chó, chẳng hạn như chó nhà, sói, sói đồng cỏ và chó rừng ở tỉ lệ kích thước nhỏ hơn (5 đến 11 kg) và hộp sọ phẳng hơn. Chúng có những viền đen hình tam giác nằm giữa mắt và mũi, và lông ở chóp đuôi thường có màu khác so với phần lông còn lại. Tuổi thọ trung bình của chi này là từ hai đến bốn năm, nhưng có thể lên tới một thập kỷ.

## Các loài trong chi Cáo
- Vulpes bengalensis: Cáo Bengal
- Vulpes cana: Cáo Blanford
- Vulpes chama: Cáo Cape
- Vulpes corsac: Cáo corsac
- Vulpes ferrilata: Cáo cát Tây Tạng
- Vulpes lagopus: Cáo tuyết Bắc Cực[2][4]
- Vulpes macrotis: Cáo nhỏ Bắc Mỹ
- Vulpes pallida: Cáo lông nhạt
- Vulpes rueppellii: Cáo Rüppell
- Vulpes velox: Cáo chạy nhanh
- Vulpes vulpes: Cáo đỏ
- Vulpes zerda: Cáo fennec

## Loài hoá thạch
- †Vulpes hassani
- †Vulpes praeglacialis
- †Vulpes qiuzhudingi
- †Vulpes riffautae - Thế Trung Tân muộn
- †Vulpes rooki[5]
- †Vulpes stenognathus
- †Vulpes skinneri

## Hình ảnh

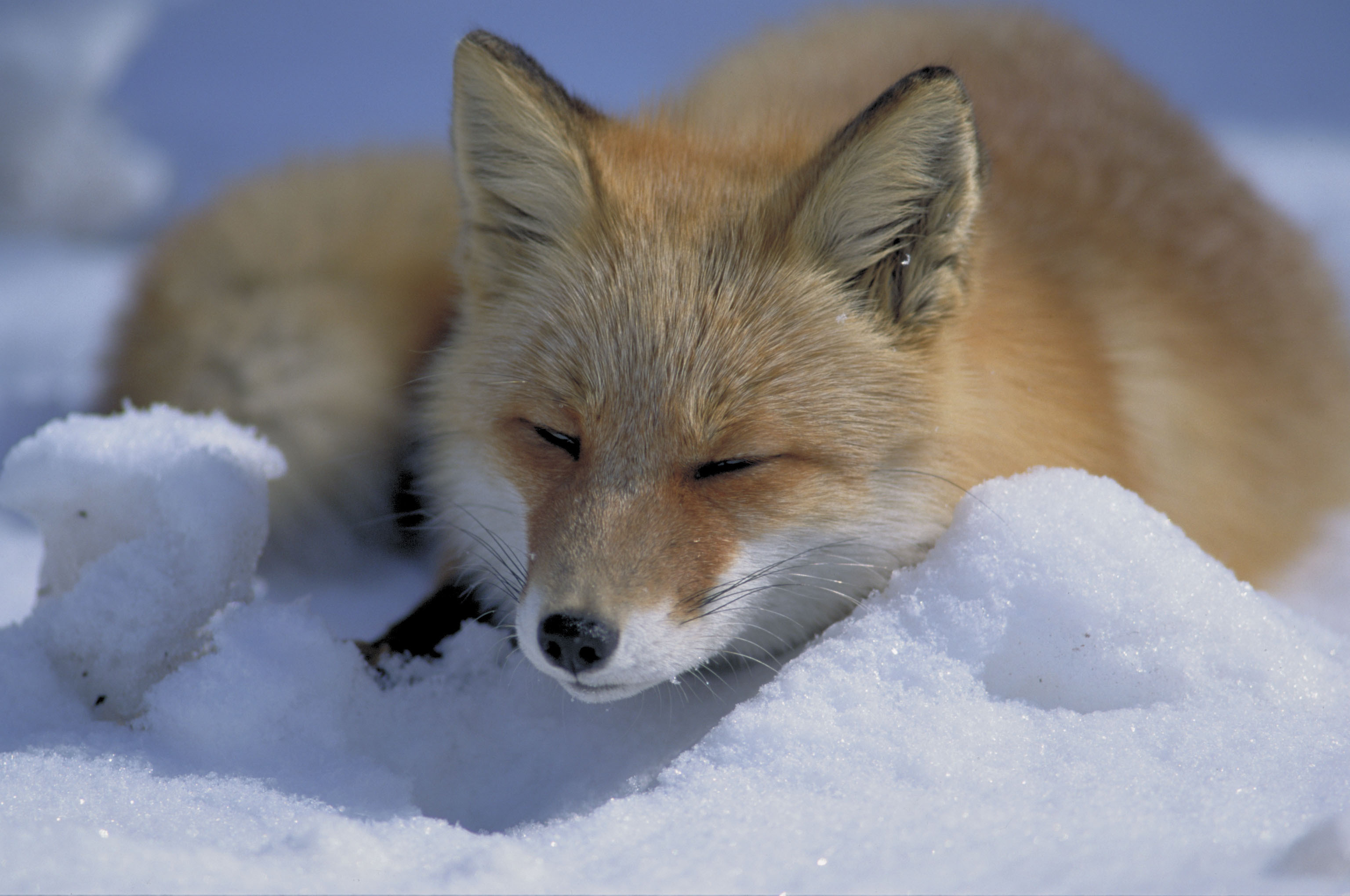
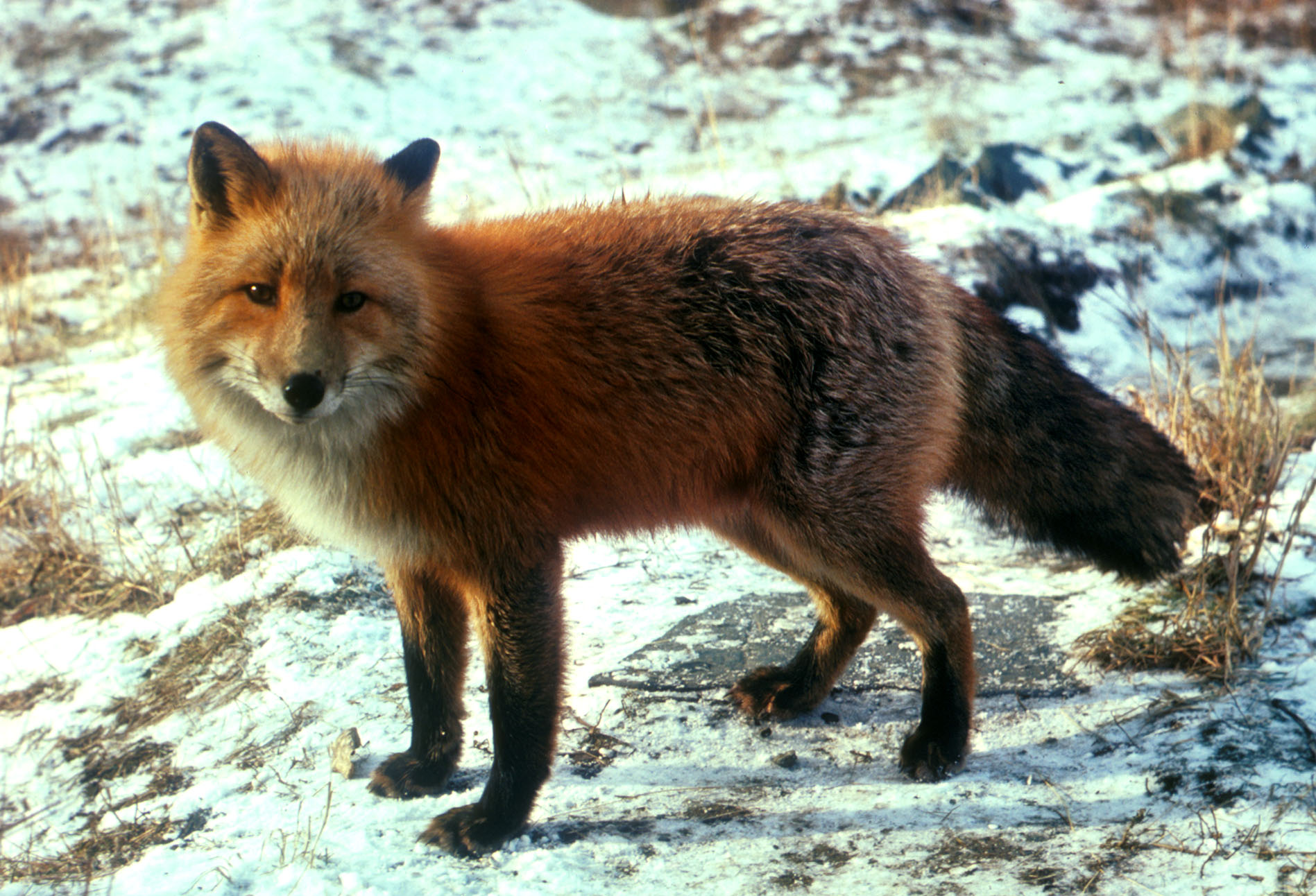
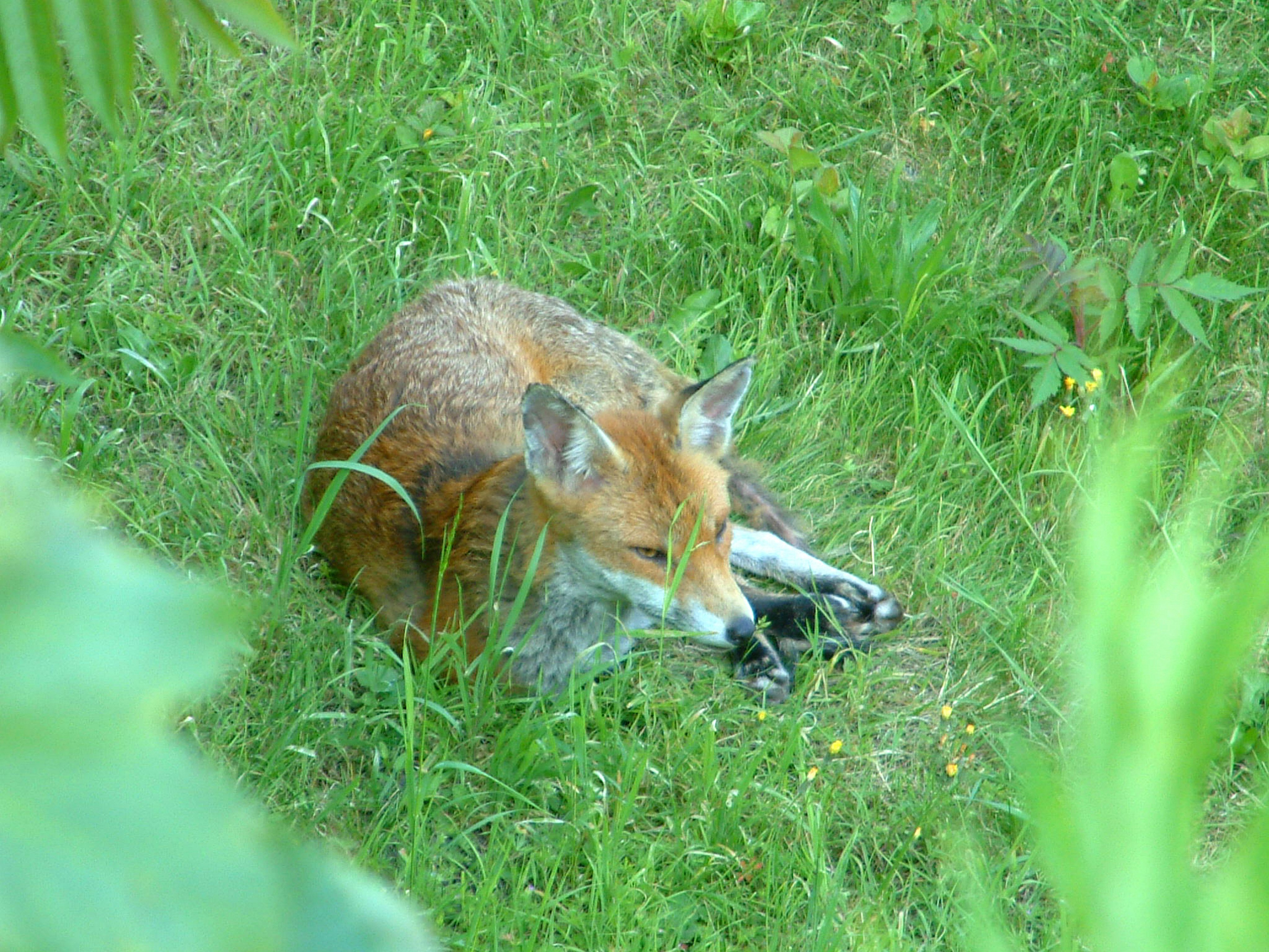
Cáo đỏ ở Sussex.